# Karongasaurus
Karongasaurus là một chi khủng long, được Gomani mô tả khoa học năm 2005.